# 臀位分娩
臀位分娩，古稱寤生，是指婴儿出生时其臀部朝外，而不是正常头部朝外的狀況。大约3-5%的孕妇的小孩出生時會臀位朝外。 
這種婴儿的并发症发生率高于平均水平。 所以大多数臀位朝外的婴儿都是通过剖宫产分娩的，因为人们认为剖宫产比陰道分娩更安全。而且在发展中国家，當孕婦陰道分娩臀部朝外的嬰兒時，許多医生和接生員往往無法順利協助孕婦產下嬰兒。此外同樣在发展中国家，通过剖宫产產下臀部朝外的婴儿也未必十分順利。 其他哺乳动物中也有臀位分娩這一情況。

## 知名人物
以下人物是有記載出生時寤生的知名人物：
- 鄭莊公，中國春秋時代鄭國國君，他並以此得名
- 威廉二世 (德国)，末代德意志皇帝兼普鲁士国王
- 尼祿，羅馬帝國皇帝[6]
- 法蘭·仙納杜拉，美國歌手[7]
- 博徹思，美國律師[8]
- 比利·乔尔，美國歌手、鋼琴演奏家、唱作人[9]
- 傑瑞·李·劉易斯，美國唱作人、音樂人、鋼琴家[10]
- 布雷特·迈克尔斯，毒藥樂隊主唱人，美國歌手、電影演員、電視演員[11]
- 泰妲·歐尼爾，美國演員[12]
- 弗兰克·扎帕，美國作曲家、創作歌手、電吉他手、唱片製作人、電影導演[13]